# Euxoa geghardica
Euxoa geghardica là một loài bướm đêm trong họ Noctuidae.